# SN 1994W
SN 1994W – supernowa typu IIn-P odkryta 13 sierpnia 1994 roku w galaktyce NGC 4041. W momencie odkrycia miała maksymalną jasność 13,30m.